# David López Gutiérrez
David López Gutiérrez (Sinaloa, 23 de enero de 1949). Es un político mexicano, miembro del Partido Revolucionario Institucional, que ha ocupado numerosos cargos en el área de comunicación social de gobiernos y entidades públicas de México; de 2012 a 2015 fue titular de la Coordinación de Comunicación Social del gobierno de Enrique Peña Nieto.
David López es Licenciado en Economía egresado del Instituto Politécnico Nacional, tiene además estudios de Desarrollo Regional en la Universidad de Alabama.
La práctica totalidad de sus cargos públicos los ha desempeñado en el área de comunicación social de diversas entidades públicas; su primer cargo fue Coordinador de Comunicación del gobierno del Estado de México de 1982 a 1986 siendo gobernador de dicho estado Alfredo del Mazo González; el último año, cuando Del Mazo fue nombrado titular de la Secretaría de Energía, Minas e Industrial Paraestatal, David López pasó ocupar la Dirección General de Comunicación Social de dicha secretaría, permaneciendo en el cargo hasta 1992. Durante su desempeño en este cargo, el 4 de octubre de 1986, el área a su cargo fue responsable de la emisión de un boletín de prensa mediante el cual se anunciaba que Alfredo del Mazo felicitaba a Sergio García Ramírez —en ese momento procurador general de la República— por su postulación como candidato del PRI a la Presidencia de México; candidatura para la que en realidad había sido postulado ese mismo día Carlos Salinas de Gortari.
En 1992 pasó como idéntico cargo al gobierno del estado de Sinaloa, siendo gobernador Renato Vega Alvarado y en 1994 por segunda ocasión a la Coordinación de Comunicación Social del gobierno del Estado de México al asumir la gubernatura Emilio Chuayffet. Cuando en 1995 Chuayffet fue nombrado Secretario de Gobernación, David López pasó a ocupar la Dirección General de Comunicación Social de esa secretaría de estado, cargo al que renunció en 1997 para ser asesor del Gobierno de Michoacán.
De 1999 a 2002 se desempeñó como Gerente de Comunicación Social de la Comisión Federal de Electricidad y de 2002 a 2005 como Coordinador de Relaciones Institucionales de la misma dependencia. En 2005 ocupó por tercera ocasión la Coordinación de Comunicación Social del gobierno del Estado de México al asumir la gubernatura Enrique Peña Nieto, permaneciendo en el cargo todo su gobierno hasta 2011. En 2012 ocupó el mismo cargo en la campaña electoral de Peña Nieto a la presidencia de México y a partir del 1 de diciembre del último año asumió idéntico cargo en la Presidencia de la República.
El 6 de marzo de 2015 renunció a la Coordinación de Comunicación Social al ser postulado por el PRI como candidato a diputado por representación proporcional, siendo sustituido en el cargo por Eduardo Sánchez Hernández.